# Myagrus hynesii
Myagrus hynesii är en skalbaggsart som beskrevs av Francis Polkinghorne Pascoe 1878. Myagrus hynesii ingår i släktet Myagrus och familjen långhorningar. Inga underarter finns listade i Catalogue of Life.